# Herbert Sandmann
Herbert Sandmann (* 20. Juni 1928; † 18. April 2007) war ein deutscher Fußballspieler. Der zu Beginn seiner Karriere als Flügelstürmer und ab Mitte der Fünfziger als Verteidiger im damaligen WM-System auflaufende Spieler hat von 1947 bis 1960 für die Vereine Borussia Dortmund und FC Schalke 04 insgesamt 232 Spiele in der erstklassigen Fußball-Oberliga West absolviert und dabei 61 Tore erzielt. Mit Dortmund gewann er fünfmal die Meisterschaft in der Oberliga West (1948, 1949, 1953, 1956, 1957) und als Höhepunkt zweimal in den Jahren 1956 und 1957 die deutsche Meisterschaft. Auch in seiner zweiten Schalker Saison, 1950/51, gewann er mit „Königsblau“ die Westmeisterschaft und trug dazu in 24 Ligaspielen mit 13 Treffern bei.

## Laufbahn

### Erste Phase bei Borussia Dortmund, bis 1949
Sandmann, er war Borussia Dortmund im Alter von neun Jahren beigetreten und gab bereits mit 18 Jahren sein Debüt in deren 1. Mannschaft, war in der Nachkriegszeit für Dortmund und den FC Schalke 04 in der Oberliga West aktiv; für den BVB spielte der spätere Verteidiger bis 1949 und ab 1951, dazwischen lief er zwei Jahre im Trikot der „Knappen“ auf. Viele Spieler des BVB dieser Jahre kamen aus der Gegend zwischen Bornstraße und Borsigplatz und verdingten sich auf der an der Bornstraße gelegenen Zeche Kaiserstuhl I, deren Direktorium dem Verein sehr verbunden war. Die Spieler erhielten „leichte Arbeit“ über Tage. Sandmann über diese Zeit: „Wir besorgten die Eintrittskarten, und dafür machten die anderen unsere Arbeit.“ Zu seinen größten Erfolgen als Spieler zählen die beiden deutschen Meistertitel 1956 und 1957, als er jeweils in der Endspielelf der Borussia stand. Seine Karriere beendete er 1960 aufgrund langwieriger Knieprobleme. Für Dortmund bestritt Sandmann 183 Oberligaspiele und erzielte dabei 38 Tore. Zehnmal spielte er für die Borussen im Europapokal und in den Endrunden um die deutsche Meisterschaft (1953–1957) lief er in 15 Spielen auf und erzielte drei Tore. In seinen beiden Schalker Jahren erzielte er 23 Treffer in 48 Oberligapartien. Für den DFB bestritt er am 21. Dezember 1957 ein Spiel in der B-Nationalmannschaft in Budapest. Beim 2:2 bildete er zusammen mit Günter Sawitzki (Torhüter) und Leo Konopczinski das Schlussdreieck der Herberger-Schützlinge.
Zu Beginn verlief die Karriere von Sandmann beim BVB stockend: Im Debütjahr der Oberliga in der Saison 1947/48 kam der Flügelstürmer zu neun Einsätzen, nach einem Schienbeinbruch im Auswärtsspiel am 8. Februar 1948 gegen Aachen folgte eine zehnmonatige Verletzungspause und infolgedessen kamen in der Saison 1948/49 lediglich vier weitere Spiele mit drei Toren hinzu. Daraufhin wechselte er im Sommer 1949 zum Erzrivalen FC Schalke 04.

### Schalke 04, 1949 bis 1951
In Schalke gehörte der enorm kampf- sowie konditionsstarke Flügelstürmer der Stammbesetzung an und belegte mit Mitspielern wie Heinrich Kwiatkowski, Willi Dargaschewski, Paul Matzkowski, Paul Jahnel, Hermann Eppenhoff, Leo Behring und Walter Zwickhofer den sechsten Rang. Sandmann hatte in 24 Ligaspielen zehn Tore erzielt. Als zur zweiten Schalker Saison, 1950/51, mit Hans Kleina und Bernhard Klodt zwei deutliche Verstärkungen für den Angriff gewonnen werden konnten, eroberte sich Schalke die Westmeisterschaft. In der Verbandsrunde waren die „Knappen“ zumeist mit der Angriffsbesetzung B. Klodt, Eppenhoff, Behring, Kleina und Sandmann aufgelaufen und hatten mit 69 Toren die meisten Treffer erzielt. Sandmann hatte 24 Ligaspiele absolviert und 13 Tore erzielt. In der anschließenden Endrunde um die deutsche Fußballmeisterschaft – Start am 6. Mai 1951 mit einer 1:2-Heimniederlage gegen den FC St. Pauli – kam Sandmann nicht mehr zum Einsatz, er kehrte zur Saison 1951/52 zu Borussia Dortmund zurück. Über die Schalker Zeit soll er gesagt haben: „In Schalke habe ich erst richtig Fußballspielen gelernt, dank des guten Abspiels der Alten.“

### Deutscher Meister mit dem BVB und im Europacup, 1951 bis 1960
In der Saison 1952/53 feierte der Rückkehrer mit Dortmund unter Trainer Hans „Bumbas“ Schmidt den dritten Meisterschaftserfolg. Nach Ende der Gruppenspiele in der Endrunde um die deutsche Meisterschaft lag der BVB punktgleich mit dem VfB Stuttgart (jeweils 10:2 Punkte) auf dem 1. Rang, aber obwohl Dortmund ein Tor mehr erzielt hatte, bedeutete das damals übliche Divisionsverfahren, dass sich der VfB für das Finale qualifiziert hatte. Unter Schmidt-Nachfolger Helmut Schneider glückten 1956 und 1957 zwei weitere Westmeisterschaften und dazu auch noch der Gewinn der deutschen Meistertitel. Jetzt agierte Sandmann als linker Verteidiger und bildete zusammen mit Heinrich Kwiatkowski, Wilhelm Burgsmüller, Elwin Schlebrowski, Max Michallek und Helmut Bracht die Defensive des Doppelmeisters. Das Innentrio mit den „drei Alfredos“ Alfred Niepieklo, Alfred Kelbassa und Alfred Preißler sorgte für die Tore.
In den nachfolgenden Runden im Europa-Cup ragten die Spiele im Oktober/November 1956 gegen Manchester United beziehungsweise im Februar/März 1958 gegen den AC Mailand heraus. Gegen das Team von Matt Busby ging das Auswärtsspiel vor 76.000 Zuschauern mit 2:3 verloren, im Heimspiel vor 44.600 Zuschauern im Stadion Rote Erde trotzte man den „Red Devils“ mit Duncan Edwards, Tommy Taylor und Dennis Viollet ein 0:0 ab. Gegen den AC Mailand mit Regisseur Nils Liedholm, Cesare Maldini und Ernesto Grillo erreichte man wieder im Heimspiel ein Remis mit 1:1, in Mailand setzte sich aber der Gastgeber souverän mit 4:1 durch. In allen EC-Spielen hatte Sandmann als linker Verteidiger gespielt.

## Funktionär
Nach seiner aktiven Zeit blieb er der Borussia in verschiedenen Funktionen treu. Nach seinem Karriereende war er als Obmann tätig und damit mitverantwortlich für den Kader der Spielzeit 1965/66, als Borussia Dortmund erstmals Europapokalsieger wurde. Später war er Mitglied des Ältestenrats, dem er bis zu seinem Tod angehörte.